# デニス・ストラックアルルシ
デニス・アンドレス・ストラックアルルシ（Denis Andrés Stracqualursi, 1987年10月20日 - ）は、アルゼンチン・サンタフェ州出身の元サッカー選手。現役時代のポジションはフォワード。

## 経歴
2017年7月31日、インデペンディエンテ・サンタフェからCAティグレに復帰することが発表された。

## タイトル
- プリメーラ・ディビシオン得点王 : 2010アペルトゥーラ（11得点）